# JJ (jeu vidéo)
Pour les articles homonymes, voir JJ.
JJ est un jeu vidéo développé par Square Co., notamment par Nasir Gebelli, et édité en 1987 sur Nintendo Entertainment System. Il s'agit de la suite 3-D WorldRunner.